# 霍格鎮 (伊利諾伊州)
霍格鎮（英語：Hogue Town）是位於美國伊利諾伊州克拉克縣的一個非建制地區。該地的面積和人口皆未知。

## 地理
霍格鎮的座標為39°11′25″N 87°55′21″W / 39.19028°N 87.92250°W，而該地的平均海拔高度為176米（即577英尺）。